# Международно движение на Червения кръст и Червения полумесец
Международното движение на Червения кръст и Червения полумесец е международна хуманитарна организация. Нейните членове са над 97 милиона от цял свят и участват на доброволен принцип. Тя е създадена с цел да защитава живота и здравето на хората, както и да гарантира зачитането на правата на всички човешки същества. Нейна цел е да намалява, облекчава и по възможност – да предотвратява човешкото страдание. Също така се стреми да намали всеки вид дискриминация, основана на националност, раса, сексуална ориентация, пол, полова идентичност, религиозни вярвания, класа, вярност или политически убеждения.

## Солферино
Кървавата битка при Солферино, която е финален сблъсък между Австрия и съюзническите армии на Франция и Италия, продължава 15 часа и оставя след себе си 40 000 ранени и умиращи на бойното поле. На 24 юни 1859 година в околностите на северното италианско градче Солферино, младият търговец Анри Дюнан (1828 - 1910 г.) на път от Швейцария към Италия, където планира да обсъди с френския император Наполеон III затруднените търговски отношения с Алжир, по това време окупиран от Франция, се оказва неволен свидетел на ужасна сцена. Минавайки достатъчно близо той чува призиви за помощ и вижда пред себе си ранените от военния сблъсък, които са изоставени на бойното поле. Ужасен от нечовешките страдания, разбирайки, че никой няма да се погрижи за жертвите на сражението, той се опитва да помогне, но бързо осъзнава, че сам не е способен на много. Обръща се за помощ към жителите на Солферино, но среща неразбиране и откровена съпротива на призивите си за помощ на пострадалите. Едва успява да убеди няколко доброволци, които се отзовават на апела му. По-късно състраданието и човечността надделяват и така повече доброволци се включват да помагат на ранените. Когато се прибира в Женева, Дюнан не може да спре да мисли за преживяното и в съзнанието му се заражда неясна идея за оказване на помощ на жертвите от войните.
Три години по-късно Анри Дюнан написва книгата „Спомен от Солферино“, където подробно описва състоянието на пострадалите, изоставени на бойното поле след края на битката. Тогава излага своите вече ясни идеи за необходимостта от обучени и подготвени доброволци, които да помагат на ранениете непосредствено след сражението за да се облекчи максимално тяхното положение.

## Комитетът на петимата
Анри Дюнан издава книгата си в 400 екземпляра за собствена сметка и я разпраща на влиятелни лица и свои приятели. Не всички приемат идеите на Дюнан. Те изглеждат твърде революционни за повечето. Но все пак намира и съмишленици, двама от които са генерал Гийом-Анри Дюфур и юристът Гюстав Моание. На 9 февруари 1863 година „Женевската асоциация за обществени дела“, ръководена от Моание, създава специален комитет и му възлага да разгледа предложенията на Дюнан. Петимата членове на комитета са: търговецът Анри Дюнан, генерал Гийом-Анри Дюфур, юристът Гюстав Моание, военният хирург д-р Луи Апиа и д-р Теодор Моноар. На 17 февруари 1863 година петимата създават „Международен комитет за помощ на ранените“. Те започват да разпространяват идеите на Дюнан и да набират все повече съмишленици в и извън пределите на Швейцария. На 26 октомври 1863 година се провежда международен конгрес, в който участват 36 представители от 16 страни. На конгреса се взима решение във всяка страна да се създаде „Национален комитет за помощ на ранените“, като санитарните служби и доброволците бъдат обявени за неутрални или неприкосновени. Конгресът приема като емблема за защита и разпознаване червен кръст на бял фон, което е цветен негатив на швейцарското знаме. Така се ражда международната организация на Червения кръст.
Тъй като кръстът е символ на християнството, в държавите с официална религия ислям, организацията е регистрирана като Червен полумесец.

## Международен комитет на Червения кръст
Международния комитет на Червения кръст, съкратено МКЧК, е независима, частна хуманитарна институция, създадена през 1863 г. в Женева, Швейцария, от Анри Дюнан и Гюстав Моание. 25-членна комисия има сериозна международна правна власт съгласно международното хуманитарно право за защита на живота и достойнството на жертвите на международни и вътрешни въоръжени конфликти. Делегати на МКЧК посещават в затвори и хора, задържани по политически причини, като се опитват да облекчат условията им на живот и да им осигурят подкрепа.
Към МКЧК има Международна агенция по издирванията. Тя се занимава с приемане, регистриране и предаване на информация до семействата и близките на жертвите на въоръжени конфликти, издирва изчезнали хора. Също така работи с цел събиране отново членове на разделени от въоръжени конфликти семейства и ги подпомага в процеса на издаване на различни документи.
От октомври 1990 МКЧК има постоянен представител и наблюдател към Общото събрание на ООН. МКЧК е удостоен с Нобелова награда за мир на 3 пъти – през 1917, 1944 и 1963 г.
Организацията има няколко девиза. Първият ѝ е „Благотворителност посред война“, а към момента мотото ѝ е „Заедно за хуманността“.
Интересен факт е, че до 1990 г. членството в организацията е било ограничено само до швейцарски граждани, но след това тя се отваря и член може стане всеки. Граждани от цял свят се назначават и за полевите мисии, и на работа в централата. Бюджетът на Комитета се формира от три източника: държавите, подписали Женевските конвенции и протоколите към тях, националните дружества на Червения кръст и Червения полумесец и други различни финансови приходи – фондове, дарения и завещания. Редовният бюджет за 2009 г. например е равен на 168,6 милиона швейцарски франка. Той покрива главно постоянните разходи от дейностите на МКЧК в Женева и по места. Има и извънредните бюджети – те съответстват на спешните акции и се финансират чрез постъпления, получени в отговор на апелите по конкретни поводи. За същата 2009 година това са 996,9 милиона Швейцарски франка.
МКЧК има 3 ръководни органа. Това са Асамблеята, Съветът на Асамблеята и Директоратът. От 2000 година председател на МКЧК е д-р Якоб Келенбергер, който кара своя втори мандат като такъв.

## Международна федерация на Червения кръст и Червения полумесец
Тя е основана през 1919 г., а централата ѝ е в Женева. Към момента координира дейностите между Националния Червен кръст и Червения полумесец в рамките на главното международно движение. На международно ниво, федерацията води и организира в тясно сътрудничество с националните дружества мисии за хуманитарна помощ в отговор на опасни извънредни ситуации. През 1963 г. МФЧК/ЧП (тогава позната като Лигата на Обществата от Червения кръст), е удостоена с Нобеловата награда за мир. Всъщност тогава наградените са двама федерацията дели наградата си с Международния комитет на Червения кръст. От октомври 1994 МФЧК/ЧП има постоянен представител и наблюдател към Общото събрание на ООН. Организацията има своя стратегия МФЧК/ЧП до 2020 година. Тя включва 3 стратегически цели:
1. спасяване на живота, защита на средствата за препитание и укрепване възстановяването след бедствия и аварии;
2. даване на възможност за водене на здравословен и безопасен живот;
3. насърчаване на социалното приобщаване и култура на не насилие и мир.

Тези цели се осъществяват с действия в насоки като засилване на националните организации на Червения кръст и Червения полумесец, както активни действия в областта на хуманитарната дипломация на глобално ниво.
Федерацията има своя Конституция, която ѝ служи за правна основа и регулира нейното съществуване. Според нея Изпълнителният орган на федерацията е секретариатът, ръководен от главен секретар. Считано от 2009 година, президент на Международната Федерация на Червения кръст и Червения полумесец е Тадатеру Коное от Японския Червен кръст. Основната част от бюджета на МФЧК/ЧП се формира от вноските на Националните дружества и чрез приходи от инвестиции. Всяко допълнително финансиране идва от доброволни дарения от Националните дружества, правителства, други организации, предприятия и физически лица.

## Национални дружества на Червения кръст и Червения полумесец
Национални организации на Червения кръст и Червения полумесец съществуват в почти всяка страна в света. 188 национални организации са признати от Международния комитет на Червения кръст и са приети за пълноправни членове на Федерацията. Всяка организация работи в своята страна, в съответствие с принципите на международното хуманитарно право и устава на международното движение. В зависимост от техните специфични особености и възможности, националните дружества могат да поемат допълнителни хуманитарни задачи, които не са пряко определени от международното хуманитарно право или от мандатите на Международното движение. В много страни те са тясно свързани в съответната национална система за здравеопазване и така участват и в предоставянето на спешна медицинска помощ.
Тези 3 организации имат 7 главни принципа, приети във Виена през 1965 г. Те са:

### Хуманност
Международното Движение на Червения кръст и Червения полумесец, родено от желанието да оказва помощ без дискриминация на ранените по бойните полета, се стреми чрез своите международни и национални форми на проявление да предотвратява и облекчава при всички обстоятелства човешките страдания. Неговата цел е да закриля живота и здравето на човека, както и да изисква уважение към човешката личност. Той способства за установяването на взаимно разбирателство, дружба,
сътрудничество и траен мир между всички народи.

### Безпристрастност
Червеният кръст не проявява предпочитание по отношение на националност, раса, религия, социално положение или политически убеждения. Неговият стремеж е единствено да подпомага хората в зависимост от степента на страданието им и да осигури предимство на онези, които се намират в най-голяма беда и се нуждаят от най-бърза помощ.

### Неутралност
За да запази доверието на всички, Червеният кръст се въздържа да взема участие във враждебни действия и никога не влиза в спорове от политически, расов, религиозен и философски характер.

### Независимост
Червеният кръст е независим. Националните дружества, помощници на държавната власт в нейната хуманитарна дейност и подчиняващи се на действащите закони в съответните страни, трябва при все това да запазят своята независимост, която им дава възможност да действат винаги в съответствие с принципите на Червения кръст.

### Доброволчество
Червеният кръст оказва доброволна и безкористна помощ.

### Единство
Във всяка страна може да съществува само едно дружество на Червения кръст. То трябва да бъде достъпно за всички и да разпростира своята хуманна дейност по цялата територия на страната.

### Универсалност
Червеният кръст е световно движение, в което всички дружества имат равни права и задължението взаимно да се подпомагат.
На 8 май се отбелязва Международният ден на Червения кръст и Червения полумесец. Празнува се от 1953 г. по решение на Mеждународната конференция на Червения кръст в чест на годишнината от рождението на Анри Дюнан (1828).